# Sweatjacke

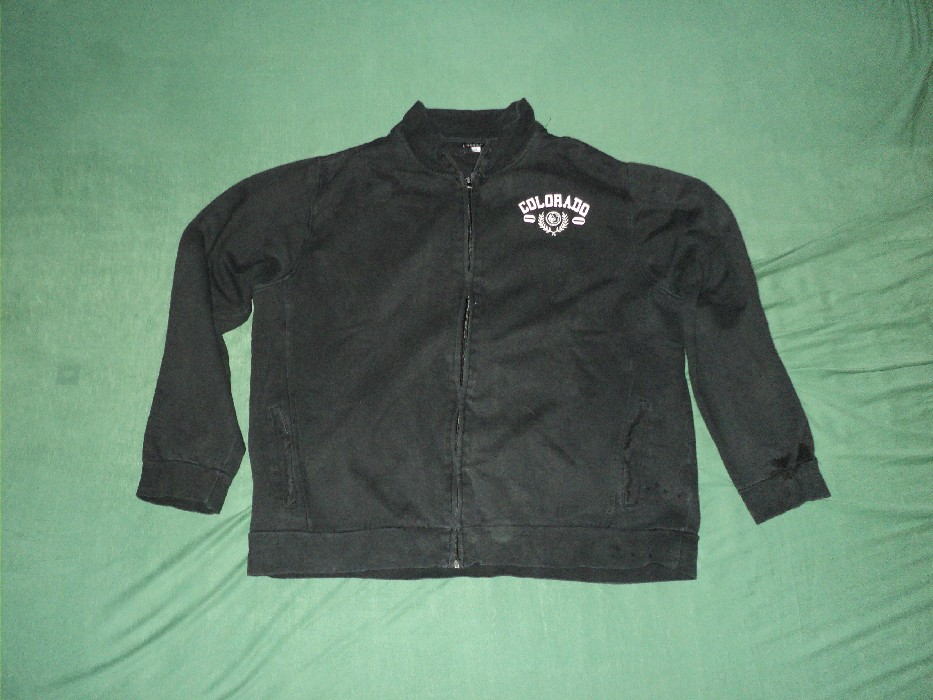
Sweatjacke

Die Sweatjacke ist die Bezeichnung für eine gewirkte Jacke, die mit einem Reißverschluss oder Knöpfen geschlossen werden kann.

## Begriffliches
Das Wort sweat kommt aus dem Englischen und bedeutet „Schweiß“ (bzw. die Verbform to sweat „schwitzen“).

## Vorteile
Gegenüber einem Pullover oder Sweatshirt hat die Sweatjacke den Vorteil, dass sie geöffnet und damit die Wärmewirkung leicht reguliert werden kann, und dass die Frisur beim Ausziehen der Jacke nicht beeinträchtigt wird.
Des Weiteren sind die Grundfäden des Sweatshirtstoffes  nicht dicker als die eines T-Shirts, aber durch den Futterfaden wird die Ware dicker und wärmt somit. Da dieser Stoff auf Hochleistungsmaschinen hergestellt werden kann und normal konfektioniert wird, ist er in der Produktion günstiger als bspw. Grobstrickpullover.

## Nachteile
Durch die mechanische Belastung des Scherprozesses wird die Faser des Futterfadens geschädigt, aus diesem Grund wird die flauschige Innenseite nach längerem Gebrauch knotig und hart, da die Fasern weiter brechen, so genanntes Pilling. Somit lässt auch die wärmende Funktion des Kleidungsstückes mit der Zeit nach.